# Isawa
Pour les articles homonymes, voir Isawa (homonymie).
Isawa (石和町, Isawa-chō) est un ancien bourg japonais du district de Higashiyatsushiro dans la préfecture de Yamanashi. Jusqu'au 10 août 1903, il était le village d'Isawa (石和村).

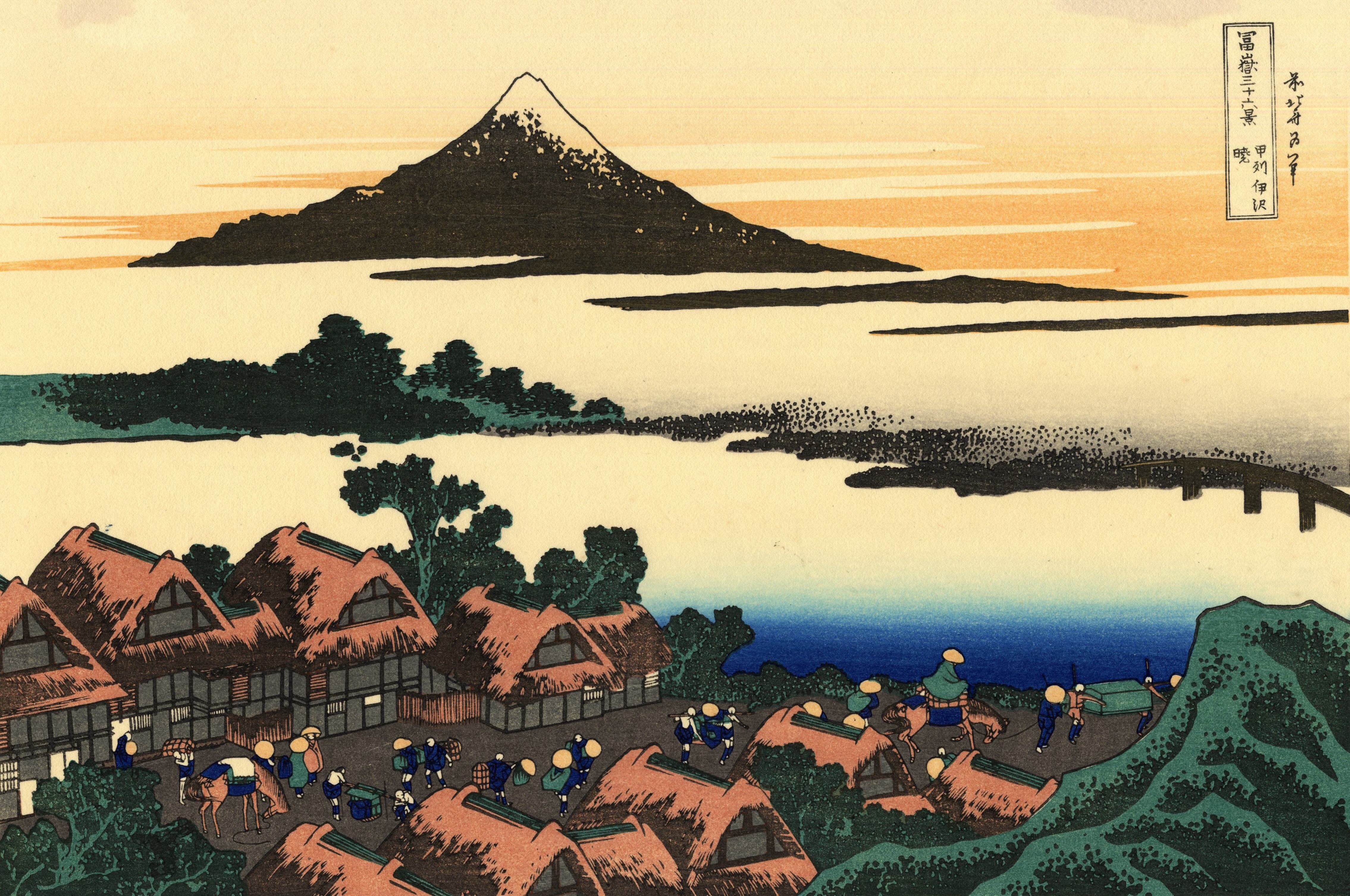
Aube sur Isawa dans la province de Kai par Hokusai, vers 1830.

La ville est dans une région montagneuse, à 267 m de hauteur et non loin du mont Fuji. Les 20 mars et 1er septembre 1957, le bourg cède une partie de sa superficie à Misaka et à Kasugai de sorte à atteindre sa dernière superficie. Le 12 octobre 2004, Isawa fusionne avec les bourgs de Kasugai (ja), Ichinomiya (ja), Yatsushiro, Misaka (ja) et le village de Sakaigawa pour former la ville de Fuefuki.
En 2003, la ville comptait 27 360 habitants, repartis sur 14,92 km2.
La ville est connue pour ses sources d'eau chaude et pour son festival médiéval estival.
Le romancier Shichirô Fukazawa est né à Isawa.
La ville était jumelée avec la ville allemande de Bad Mergentheim.